# Lin Yu Chun
Lin Yu Chun (chinesisch 林育羣, Pinyin Lín Yǜ Qǘn; * 9. März 1986 in Taipeh) ist ein taiwanischer Sänger, der 2010 durch die Teilnahme an der taiwanischen Castingshow Super Star Avenue (One Million Star, Season 6) mit seiner Interpretation von I Will Always Love You (Original von Dolly Parton) im Stil von Whitney Houstons Coverversion Bekanntheit erlangte.

## Biographie
Lin wurde zunächst aus der Show Super Star Avenue herausgewählt. Durch den Upload seiner Videos auf YouTube wurde er zu einem Internet-Phänomen. Das Video aus der letzten Teilnahme an der Fernsehshow wurde über 12 Millionen Mal angeklickt. In seinem Heimatland Taiwan ist er auch unter dem Namen „Taiwans Susan Boyle“ bekannt. Obwohl er die Castingshow nicht gewann, gilt er als der bekannteste Kandidat von Super Star Avenue.
Im April 2010 sang er I Will Always Love You und Amazing Grace in der Ellen DeGeneres Show. Auf derselben Reise besuchte er die TV-Show Lopez Tonight und sang dort Saving All My Love for You (auch ein Whitney-Houston-Lied) und Total Eclipse of the Heart (Original von Bonnie Tyler) in einem Duett mit William Shatner.
In der RTL-Sendung Die 25 unglaublichsten Geschichten der Welt vom 8. Mai 2010 wurde über Lin Yu Chuns Gesangstalent berichtet.
Am 13. Mai 2010 unterschrieb er einen Plattenvertrag mit Sony Music Taiwan. Sein für Juli angekündigtes Debütalbum It's My Time wird in Deutschland am 10. Dezember 2010 erscheinen.

## Auftritte beiSuper Star Avenue
- Super Star Avenue, 26. März 2010: Amazing Grace (John Newton)
- Super Star Avenue, 2. April 2010: I Will Always Love You (Whitney Houston)
- Super Star Avenue, 9. April 2010: Coming Home (Shunza)
- Super Star Avenue, 30. April 2010: My Heart Will Go On (Céline Dion)